# Vienna (Software)
Vienna ist ein freier Feedreader für MacOS. Das Programm unterstützt sowohl RSS- als auch Atom-Feeds und Podcasts.

## Beschreibung
Das Cocoa-Programm zeichnet sich durch eine einfache und intuitive Benutzeroberfläche aus und bietet zum Sortieren von Feeds eine Ordnerstruktur ähnlich derjenigen von E-Mail-Programmen wie Mail oder von Musik-Playern wie iTunes in der klassischen Ansicht. In sogenannten „Intelligenten Ordnern“ können darüber hinaus Feeds nach bestimmten Merkmalen dynamisch gruppiert werden. Die grafische Benutzeroberfläche ist in drei Frames für die Ordnerstruktur, die Artikelliste (eines Feeds oder Orders) sowie die Artikelansicht geteilt.
Die gesamte Liste an Feeds inklusive der Ordnerstruktur kann im Format OPML exportiert und in andere Feedreader übertragen oder aus solchen importiert werden. Vienna ist in mehreren Sprachen verfügbar. Die gesamte Auswahl an Feeds kann ebenso über die Open-Reader-API mit Online-Feedreadern synchronisiert werden.
Die Ansicht eines einzelnen Feed-Artikels basiert auf HTML sowie CSS und kann mit eigenen Themes angepasst werden. Der Benutzer kann zwischen mehreren Stilen zur Ansicht von Artikeln wählen. Enthält ein Artikel sogenannte Enclosures (Anhänge) wie z. B. bei einem Audio- oder Video-Podcast, bietet Vienna diese zum Herunterladen an.
In den Feedreader, der auf SourceForge, auf GitHub und auf Bintray als Projekt beheimatet ist, ist ein WebKit-basierter Webbrowser integriert, mit dem man in Artikeln verlinkte Webseiten besuchen kann. Dieser Browser erkennt automatisch in Webseiten eingebundene Feeds und stellt einen Button zur Verfügung, mit dem man den Feed abonnieren kann. Alternativ kann ein externer Browser verwendet werden.
Zur Interaktion mit anderen MacOS-Programmen besitzt Vienna Schnittstellen für AppleScript und Growl.